# Herb Saint-Barthélemy

Herb Saint-Barthélemy

Herb wspólnoty  Saint-Barthélemy przedstawia na tarczy trójdzielnej w pas, w polu pierwszym błękitnym trzy złote lilie heraldyczne w pas.
W polu drugim czerwonym pośrodku srebrny ośmiopromienny krzyż maltański.
W polu trzecim dolnym błękitnym trzy złote korony w układzie 2,1.
Na tarczy znajduje się korona murowa. Trzymaczami są dwa pelikany. Pod tarczą wstęga z indiańską (karaibską) nazwą wyspy "Ouanalao".
Trzy lilie (les fleurs de lis) symbolizują zależność od Francji (od 1648 roku).
Krzyż maltański nawiązuje do przynależności wyspy do Zakonu Maltańskiego w latach 1651-1665.
Trzy korony (Tre Kronor) symbolizują przynależność wyspy do Szwecji w latach 1784-1878.
Pelikany symbolizują miejscową faunę.
Autorem herbu była Mirelle Louis. W użyciu od lat 70. XX wieku.